# 翁德雷·斯捷潘内克
翁德雷·斯捷潘内克（捷克語：Ondřej Štěpánek，1979年11月28日—）是一名捷克男子皮划艇运动员。他曾和搭档雅罗斯拉夫·沃尔夫参加2000年、2004年、2008年和2012年四届奥运，共收获一枚银牌和一枚铜牌。